# اس‌ام یوبی-۳۴
اس‌ام یوبی-۳۴ (به انگلیسی: SM UB-34) یک زیردریایی بود. این زیردریایی در سال ۱۹۱۵ ساخته شد.